# Sarpedon
|  | Per a altres significats, vegeu «Sarpèdon». |

Sarpedon (en grec antic Σαρπηδών o també Σαρπηδωνία ἄκρα 'Sarpedonia akra', punt culminant de Sarpedon) era un promontori de la costa de Cilícia, situat a vuitanta estadis a l'oest de la desembocadura del riu Calicadnos. Al tractat de pau d'Apamea entre la República Romana i Antíoc III (el Gran) de l'any 188 aC aquest cap es va establir com a límit fronterer dels selèucides. En parlen Estrabó, Claudi Ptolemeu, Apià, Pomponi Mela, Titus Livi i Plini el Vell.
Modernament es va dir Lissan-el-Kahpe.